# Conférence des Nations unies sur l'environnement et le développement

Discours pendant le sommet de la Terre à Rio-de-Janeiro, 1992.

La conférence des Nations unies sur l’environnement et le développement, plus connue sous le nom de sommet de la Terre de Rio de Janeiro ou sommet de Rio, s’est tenue à Rio de Janeiro au Brésil du 3 au 14 juin 1992, réunissant 120 chefs d'État et de gouvernements et 189 pays. Maurice Strong en était le secrétaire général. Environ 2 400 représentants d’organisations non gouvernementales (ONG) étaient présents, tandis que plus de 17 000 personnes assistaient au Forum des ONG qui se tenait parallèlement au sommet.
Cette conférence, dans le prolongement de la conférence internationale sur l’environnement humain (le premier Sommet de la Terre, s’étant déroulé en 1972 à Stockholm), a été marquée par l’adoption d’un texte fondateur de 27 principes, intitulé « Déclaration de Rio sur l’environnement et le développement », qui précise la notion de développement durable : « Les êtres humains sont au centre des préoccupations relatives au développement durable. Ils ont droit à une vie saine et productive en harmonie avec la nature » (principe 1) et « Pour parvenir à un développement durable, la protection de l'environnement doit faire partie intégrante du processus de développement et ne peut être considéré isolément » (principe 4).
La Conférence a notamment été l'occasion d'adopter un programme d'action pour le XXIe siècle, Action 21 (aussi appelé Agenda 21), qui énumère quelque 2 500 recommandations concernant la mise en œuvre concrète des principes de la déclaration. Il prend en compte les problématiques liées à la santé, au logement, à la pollution de l’air, à la gestion des mers, des forêts et des montagnes, à la désertification, à la gestion des ressources en eau, de l’assainissement, de l’agriculture, des déchets. Aujourd’hui encore, le programme Action 21 reste la référence pour la mise en œuvre du développement durable au niveau des territoires.
La section III du rapport de la Conférence de Rio met l’accent sur le rôle des différents acteurs dans la mise en œuvre du développement durable : femmes, jeunes et enfants, populations autochtones, ONG, collectivités locales, syndicats, entreprises, chercheurs et agriculteurs.  La Conférence de Rio a également vu l’adoption de la Convention sur le Climat, qui affirme la nécessité de réduire les émissions de gaz à effet de serre et qui a abouti à la signature en 1997 du protocole de Kyoto. La Déclaration sur les forêts, et la Convention sur la Biodiversité qui soumet l'utilisation du patrimoine génétique mondial à une série de conditions et présente une tentative normative en cette matière, ont également été ratifiées à l’occasion du Sommet.

## Résultats
Plusieurs documents sont ainsi issus de cette conférence :
- le programme Agenda 21 ;
- la déclaration de Rio sur l’environnement et le développement[2] ;
- la déclaration de principes concernant les forêts[3] ;
- la convention-cadre des Nations unies sur les changements climatiques ;
- la convention des Nations unies sur la diversité biologique ;
- la convention des Nations unies sur la lutte contre la désertification.